# 마티 시팔라
마티 칼레르보 시팔라(핀란드어: Matti Kalervo Sippala, 1908년 3월 11일 ~ 1997년 8월 22일)는 핀란드의 육상 선수였다. 그의 주종목은 1932년 로스앤젤레스 올림픽과 1934년 유럽 선수권에서 은메달을 획득한 창던지기였으며, 그는 또한 좋은 5종 경기 선수이면서 1931년 비공식적 세계 기록을 깼다.

## 경력
1932년 핀란드 올림픽 선발 시합에서 70.02m를 던져 세계 기록 보유자 마티 야르비넨을 꺾었다. 올림픽에서 지배적인 야르비넨이 72.71m의 최고 투척과 함께 5번이나 70m를 넘어 던졌다. 훈련 중에 자신의 등이 결리던 시팔라는 자신의 첫 시도에서 68.14m를 던져 독일의 고트프리트 바이만보다 4cm나 적었으며, 다음의 4개의 라운드에서 향상시키는 데 실패하여 3번째 핀란드 선수 에이노 펜틸라가 5번째 라운드에서 68.70m를 도달할 때까지 3위에 머물렀다. 시팔라는 6번째 라운드와 결승전에서 69.80m를 던져 핀란드가 메달을 휩쓸면서 4위에서 2위로 들어왔다.
1934년 리가에서 70.54m의 개인 전력을 던지고, 그해 토리노에서 열린 유럽 선수권에서 69.97m를 던져 자신의 세계 기록을 깬 야르비넨에게 다시 밀려 은메달을 땄다.
창던지기에 추가로 시팔라는 종합 종목들에 나갔다. 그는 1930년 핀란드 선수권에서 10종 경기에서 은메달을 땄으나, 그 종목에서 국제적 정예에 도달한 적이 없었다. 비올림픽 5종 경기에서 그는 몇몇의 국내 타이틀을 우승하였다. 1931년 핀란드 선수권에서 그는 4083점을 득점하여 올림픽 10종 경기 챔피언 파보 이리욜라를 꺾었다.